# Американский образ жизни

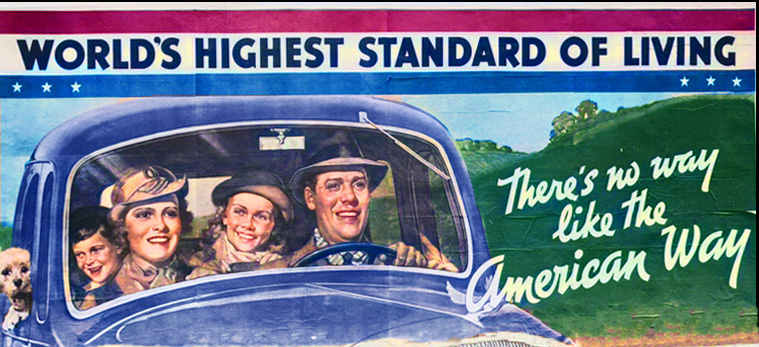
Плакат 1937 года («Самый высокий уровень жизни»)

Америка́нский о́браз жи́зни (англ. American way of life, American way) — идеологическое клише, используемое как в североамериканских, так и в других средствах массовой информации (СМИ) государств, обозначающее устоявшуюся, типичную для социальных отношений форму индивидуальной, групповой жизни и деятельности граждан США, характеризующую особенность их общения, поведения и склада мышления в различных сферах.

## Значение
Американскими СМИ жизнь в США преподносилась как жизнь в обществе «изобилия», «свободы», в «государстве всеобщего благоденствия», и связывается с широко распространённой идеей «Американской мечты».
Подчёркивается динамичность американцев в образе жизни, действиях и решениях (для этого обязательно необходим автомобиль; распространённость фаст-фуда), их деловитость (что приводит к образованию обширного среднего класса). Характерной чертой американского образа жизни является жизнь в кредит, автоматизация и компьютеризация быта.
Американский образ жизни, имеющий в своей основе либеральную демократию, немыслим без высокой степени религиозного плюрализма, что было изначально заложено в генезисе североамериканской цивилизации.
Соединенные Штаты были построены на европейской культуре самостоятельности и индивидуализма; специалист по культурной психологии Герт Хофстеде в своем исследовании заключил, что уровень индивидуализма в США — самый высокий в мире. Американец должен стать победителем, хоть в какой-либо (возможно, самой незначительной) сфере.
Девиз популярного американского киногероя Супермена — «За правду, справедливость и американский образ жизни».

## Использование в СССР и России
Советской пропагандой штамп использовался исключительно с пейоративной интонацией, «разоблачающей» привлекательность подобного образа жизни «загнивающего Запада», вскрывая при этом «язвы капитализма».
Высмеивалось широко распространённое понятие «средний американец» (согласно статистике, США являются страной с самым высоким в капиталистическом мире уровнем жизни; советские же пропагандисты подчеркивали большое расслоение среди этих средних показателей).
Защитникам капитализма, официальной пропаганде, удаётся до известной степени скрыть истинное положение людей труда, прежде всего с помощью средних данных.
На самом деле «американский образ жизни» — это изобилие для немногих, весьма скромный уровень жизни для нескольких миллионов и трудности и лишения для десятков миллионов людей. Это нищета среди изобилия, страдания среди расточительства, голод среди пресыщения, нужда среди процветания и достатка.
В российскую парадигму перетекло большинство стереотипов из советской идеологии, однако, в целом, утратив негативное отношение, кроме случаев явной критики жизни «золотого миллиарда».

Американский образ жизни создаёт людей, которые свободно перемещаются в пространстве и во времени, легко и быстро заводят друзей, способны за свою жизнь завести множество связей, работать и сотрудничать, вовлекая в такие отношения гораздо больше людей, чем принято в других странах.— Кравченко А.И., Певцова Е.А. Обществознание. Учебник для 7 класса. 2-е издание. М.: Русское слово, 2003. С. 152—154
При этом некоторые проблемы (помимо злоупотребления алкоголем и никотином — злоупотребление опиатами, кокаином, лекарственными препаратами и привыкание к их чрезмерному употреблению — это серьёзные проблемы для Америки, но что, как утверждалось, было нехарактерно для СССР), с тех пор перестали быть «привилегией» Америки, распространившись и в постсоветской России.

## В произведениях культуры
Высоко оценив мастерство О’Генри в жанре короткого рассказа, литературовед Юрий Манн назвал творчество писателя «энциклопедией американского образа жизни» XIX века.
В примечаниях к четвёртому тому собрания сочинений Ильфа и Петрова 1961 года издания литературовед Б. Е. Галанов утверждал, что в книге «Одноэтажная Америка» (1936) авторы «безо всякой предвзятости оценивали достоинства и недостатки американского образа жизни».